# Anthony Rother
Anthony Rother (Francoforte sul Meno, 29 aprile 1972) è un compositore e produttore discografico tedesco di musica elettronica.
Inizia la sua carriera nella fine degli anni ottanta con i T.F.D. Crew, consolidandosi a metà anni novanta come solista con il primo album Sex With The Machines, fondando al contempo diverse etichette discografiche, tra cui spicca la Psi49net e la Datapunk.
È uno degli artisti che hanno contribuito al revival e alla reinterpretazione moderna del genere electro, influenzato profondamente nello stile musicale dal gruppo tedesco Kraftwerk.
Il suono electro di Rother è caratterizzato da ripetitivi ritmi macchinosi, vocoder robotici, liriche inneggianti al futurismo che spesso trattano delle conseguenze della tecnologia, del rapporto fra uomo e macchina e del ruolo dei computer nella società.
In aggiunta all'electro, Rother compone anche musica dark ambient (Elixir of life, Art is a technology), e ha prodotto musica anche per Sven Väth e DJ Hell.

## Discografia
Rother ha prodotto sotto diversi pseudonimi: Family Lounge, Little Computer People, Lord Sheper, Psi Performer.
- 1997 – Sex With The Machines
- 2000 – Simulationszeitalter
- 2001 – Electro Pop[2]
- 2001 – Art is a Division of Pain[3]
- 2002 – Hacker
- 2003 – Elixir Of Life
- 2003 – Live Is Life Is Love
- 2004 – Magic Diner
- 2004 – Popkiller
- 2005 – Art Is A Technology
- 2006 – This is Electro - Works 1997-2005 (raccolta)
- 2006 – Super Space Model
- 2007 – Anthony Rother presents We are Punks (raccolta)
- 2008 – Anthony Rother presents We are Punks 2 (raccolta)
- 2008 – My name is Beuys von Telekraft[4]
- 2010 – Popkiller II